# Fiat Scudo
Pour les articles homonymes, voir Scudo (homonymie).
Le Fiat Scudo est un véhicule utilitaire léger produit par Fiat de 1995 à 2012 et de nouveau depuis 2022. 
Deux générations se sont succédé et ont été construites dans l'usine SEVEL nord constituée par Sevel, une société conjointe PSA-Fiat. Il s'agit du clone des Citroën Jumpy/Dispatch et Peugeot Expert.
En 2016, le Scudo est remplacé par la seconde génération du Fiat Talento qui reprend la base du Renault Trafic III.
En 2022, le Scudo fait son retour sous une troisième génération dérivée des Citroën Jumpy-Dispatch III, Peugeot Expert III et Toyota ProAce II.

## Scudo I

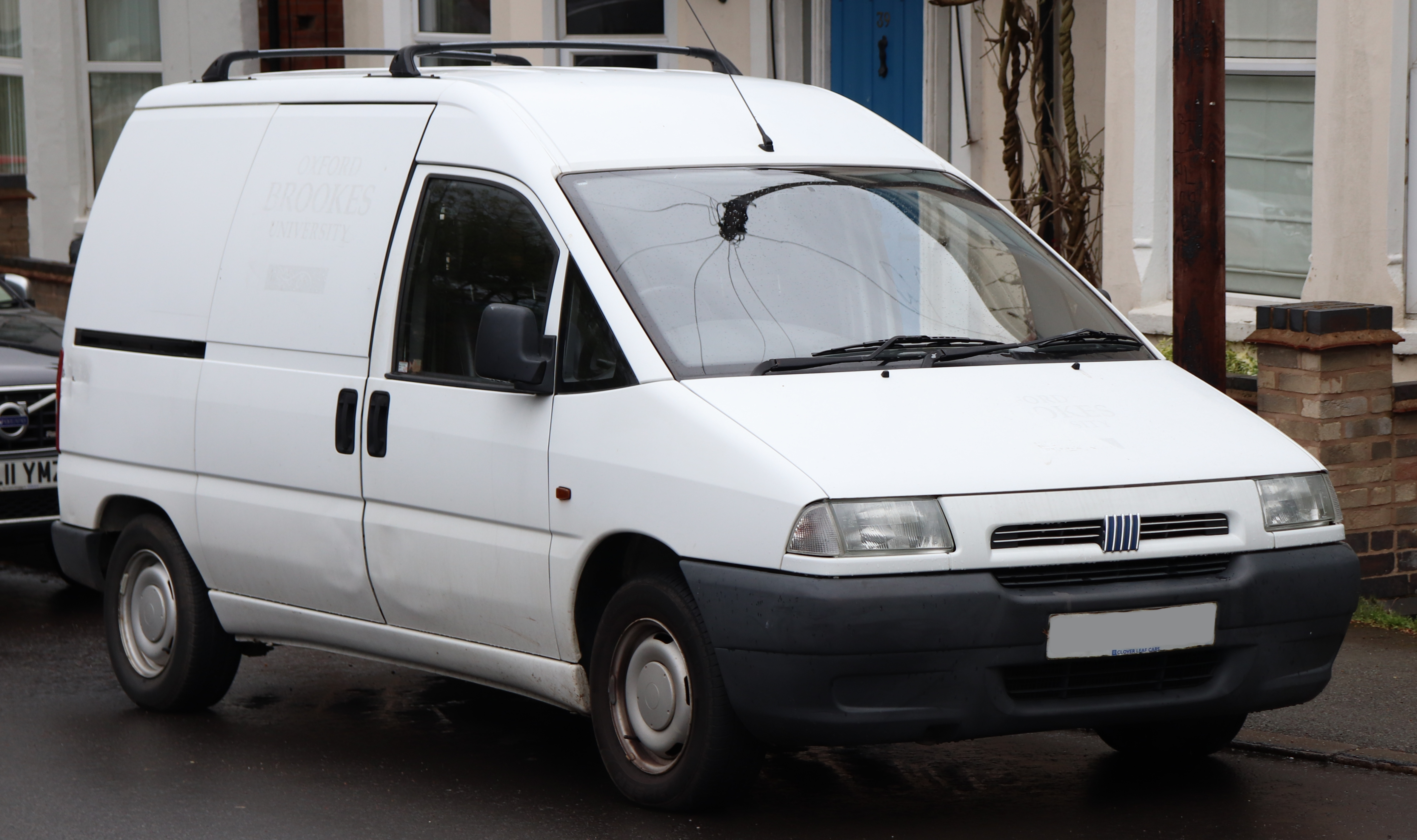
Fiat Scudo I

## Scudo II

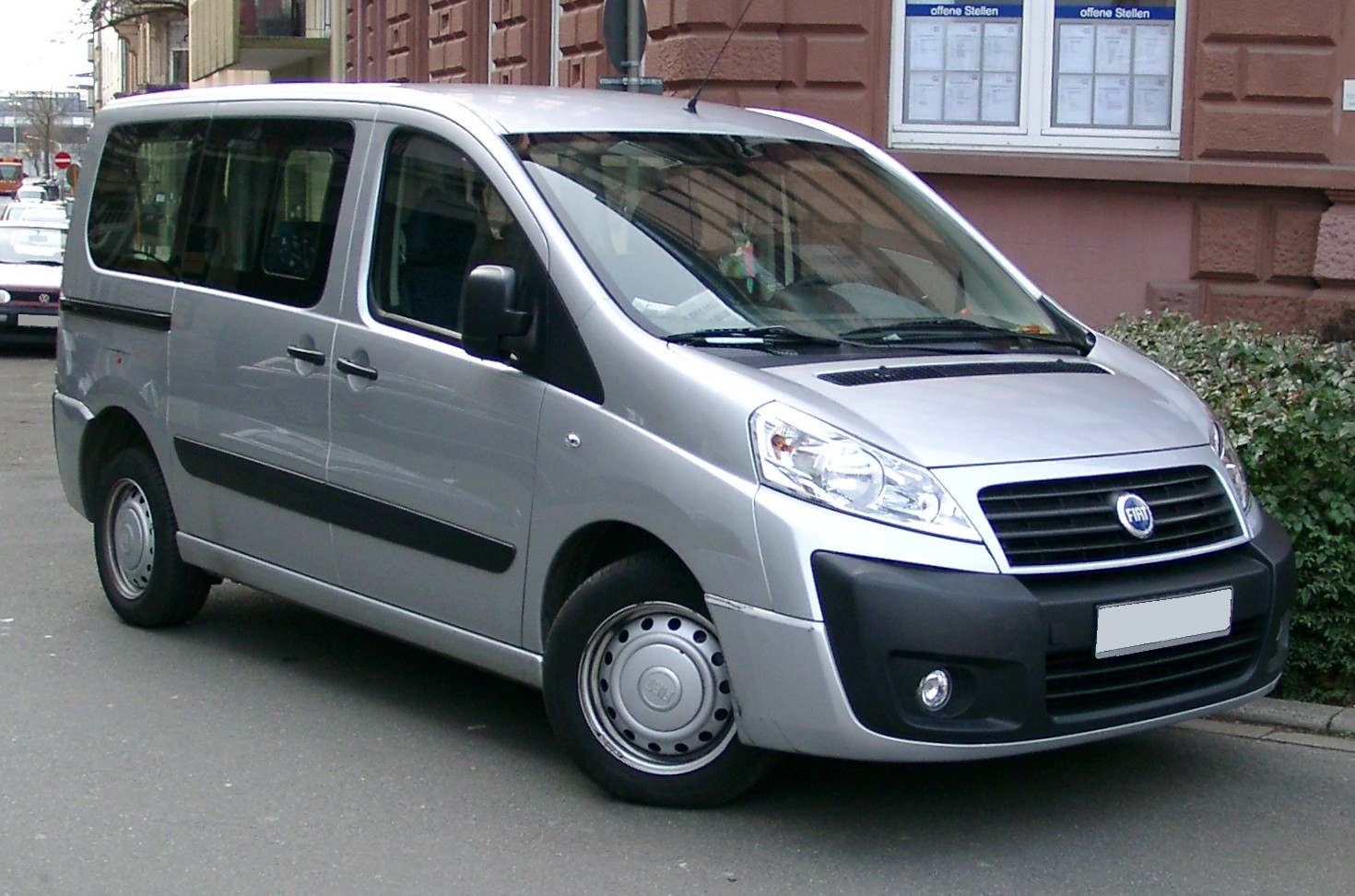
Fiat Scudo II

## Scudo III

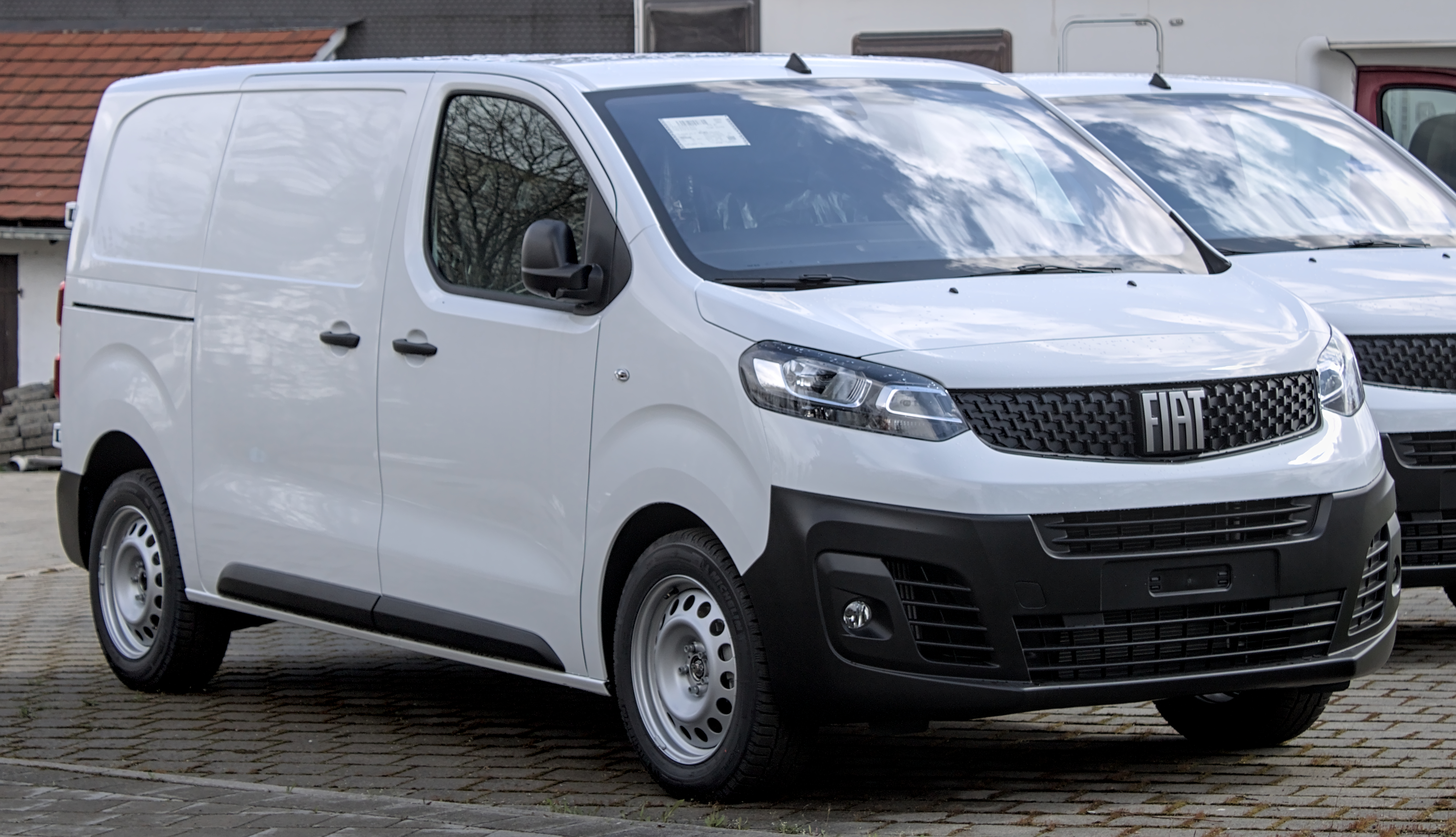
Fiat Scudo III